# Pseudocercospora polysciadis
Pseudocercospora polysciadis är en svampart som först beskrevs av S.H. Sun, och fick sitt nu gällande namn av J.M. Yen 1979. Pseudocercospora polysciadis ingår i släktet Pseudocercospora och familjen Mycosphaerellaceae.   Inga underarter finns listade i Catalogue of Life.